# Icebreaker (singolo)
Icebreaker (Rompighiaccio) è un singolo della cantante norvegese Agnete Johnsen, pubblicato il 2 febbraio 2016 attraverso l'etichetta discografica Aiko Music. Il brano è stato scritto da Agnete Johnsen, Gabriel Alares e Ian Curnow.
Il singolo è stato annunciato il 19 gennaio 2016, quando è stata confermata la partecipazione di Agnete al Norsk Melodi Grand Prix 2016, il concorso nazionale norvegese per la selezione della canzone da presentare all'Eurovision Song Contest 2016. Nella finale del 27 febbraio Agnete è stata annunciata vincitrice grazie ai 166.728 televoti ottenuti, circa la metà dei voti totali. Agnete ha cantato per quindicesima nella seconda semifinale, che si è tenuta il 12 maggio a Stoccolma, ma non si è qualificata per la finale del 14 maggio. Icebreaker ha raggiunto l'undicesima posizione nella classifica norvegese.

## Tracce
Download digitale
1. Icebreaker – 2:56

## Classifiche
| Classifica (2016) | Posizione massima |
| ----------------- | ----------------- |
| Norvegia          | 11                |